# 242 a.C.
Il 242 a.C. (CCXLII a.C. in numeri romani) è un anno  del III secolo a.C.

## Eventi
- Roma istituisce la magistratura del praetor peregrinus, responsabile per la mediazione di processi che coinvolgono contendenti stranieri.

## Morti
- Alessandro II, sovrano greco antico